# Hiatelloidea
Super-famille
Hiatelloidea est une super-famille de mollusques bivalves.

## Liste des familles
Selon Catalogue of Life (18 octobre 2013) :
- famille Hiatellidae

Selon ITIS (18 octobre 2013) :
- famille Hiatellidae Gray, 1824

Selon NCBI (18 octobre 2013) :
- famille Hiatellidae
  - genre Hiatella
  - genre Panopea

Selon World Register of Marine Species (18 octobre 2013) :
- famille Hiatellidae Gray, 1824